# 人見次郎
人見次郎（1879年12月16日—1959年12月2日），本籍日本京都，日本官員，1929年8月起擔任台灣總督府總務長官，後因使用軍事手段與毒氣弭平霧社事件動蕩惹議而解職。

## 生平
1904年，人見次郎畢業於京都大學法律科系，隨即進入農商務省擔任官員。1916年，因擔任農務課長成為石塚英藏麾下幕僚。之後跟著石塚前往朝鮮任職。1929年，石塚擔任台灣總督後，亦邀請人見次郎擔任總務長官。後因為在霧社事件中使用軍事手段與毒氣，1931年年初，與石塚雙雙引咎辭職，形式上為依願免官。之後人見次郎至朝鮮擔任技術官僚。